# 태양지구공학

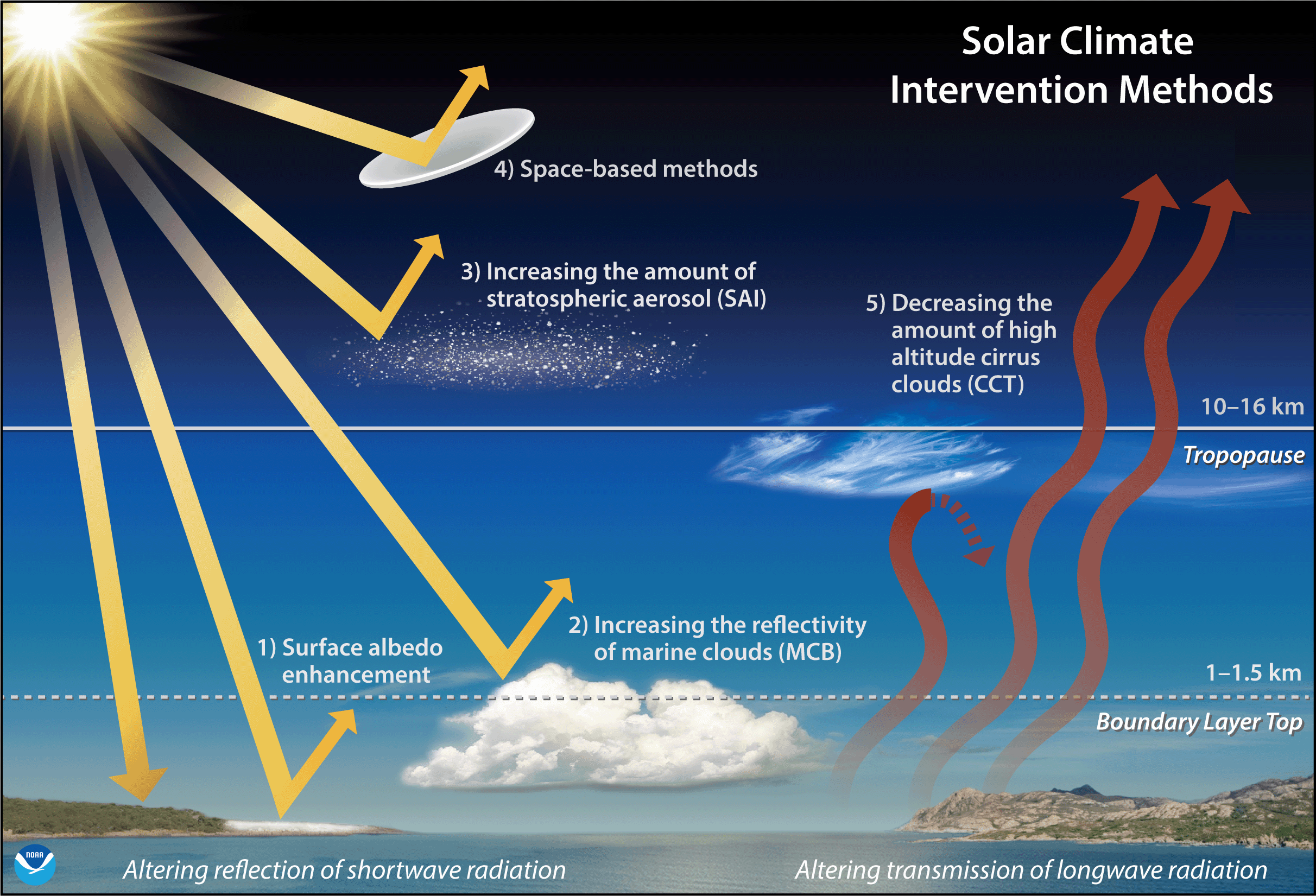
태양 복사 조정 기술을 위한 다섯 가지 제안된 방법의 개략도

태양 복사 조정(solar radiation modification, SRM) 또는 태양지구공학(solar geoengineering)은 지구에서 반사되어 우주로 되돌아가는 햇빛의 양을 늘려 지구 온난화를 줄이는 대규모 접근 방식들의 집합이다. 이것은 온실 기체 배출을 줄이기 위한 노력을 대체하려는 것이 아니라, 지구 온난화를 제한하는 잠재적인 방법으로 이를 보완하려는 것이다.(p. 1489) SRM은 기후 공학의 한 형태이다.
가장 많이 연구된 SRM 방법은 성층권 에어로졸 주입(SAI)으로, 작은 반사 입자를 상층 대기에 주입하여 햇빛을 반사하는 방식이다.:350 다른 접근 방식으로는 해양 상공의 구름 반사율을 높이는 해양 구름 밝게 하기(MCB), 또는 지구에 도달하는 햇빛의 양을 줄이기 위해 우주 차광판이나 우주 거울을 건설하는 방법 등이 있다.
기후 모형들은 SRM이 지구 온난화와 기후 변화의 많은 영향을 줄일 수 있음을 지속적으로 보여주었다. 여기에는 잠재적인 기후 티핑 포인트도 포함된다. 하지만 그 영향은 지역과 계절에 따라 달라지며, 결과적인 기후는 온난화를 겪지 않은 기후와는 다를 것이다. 잠재적인 환경 위험 및 부작용을 포함한 이러한 지역적 영향에 대한 과학적 이해는 여전히 제한적이다.(pp. 1491-1492)
SRM은 또한 복잡한 정치적, 사회적, 윤리적 문제를 야기한다. 일부는 SRM 개발이 배출량 감축의 시급성을 떨어뜨릴 수 있다고 우려한다. 상대적으로 낮은 직접 비용과 기술적 실현 가능성은 이론적으로 일방적인 배치가 가능함을 시사하며, 이는 국제적 거버넌스에 대한 우려를 불러일으킨다. 현재 SRM 연구 또는 배치를 규제하는 포괄적인 글로벌 프레임워크는 존재하지 않는다.
최근 몇 년간 지구 온난화의 지속과 배출량 감축의 더딘 진전으로 인해 SRM에 대한 관심이 증가했다. 이는 과학 연구, 정책 논쟁, 공개 토론 증가로 이어졌지만, SRM은 여전히 논란의 여지가 있다.
SRM은 햇빛 반사 방법, 태양 기후 공학, 반사율 수정, 태양 복사 관리로도 알려져 있다.

## 맥락

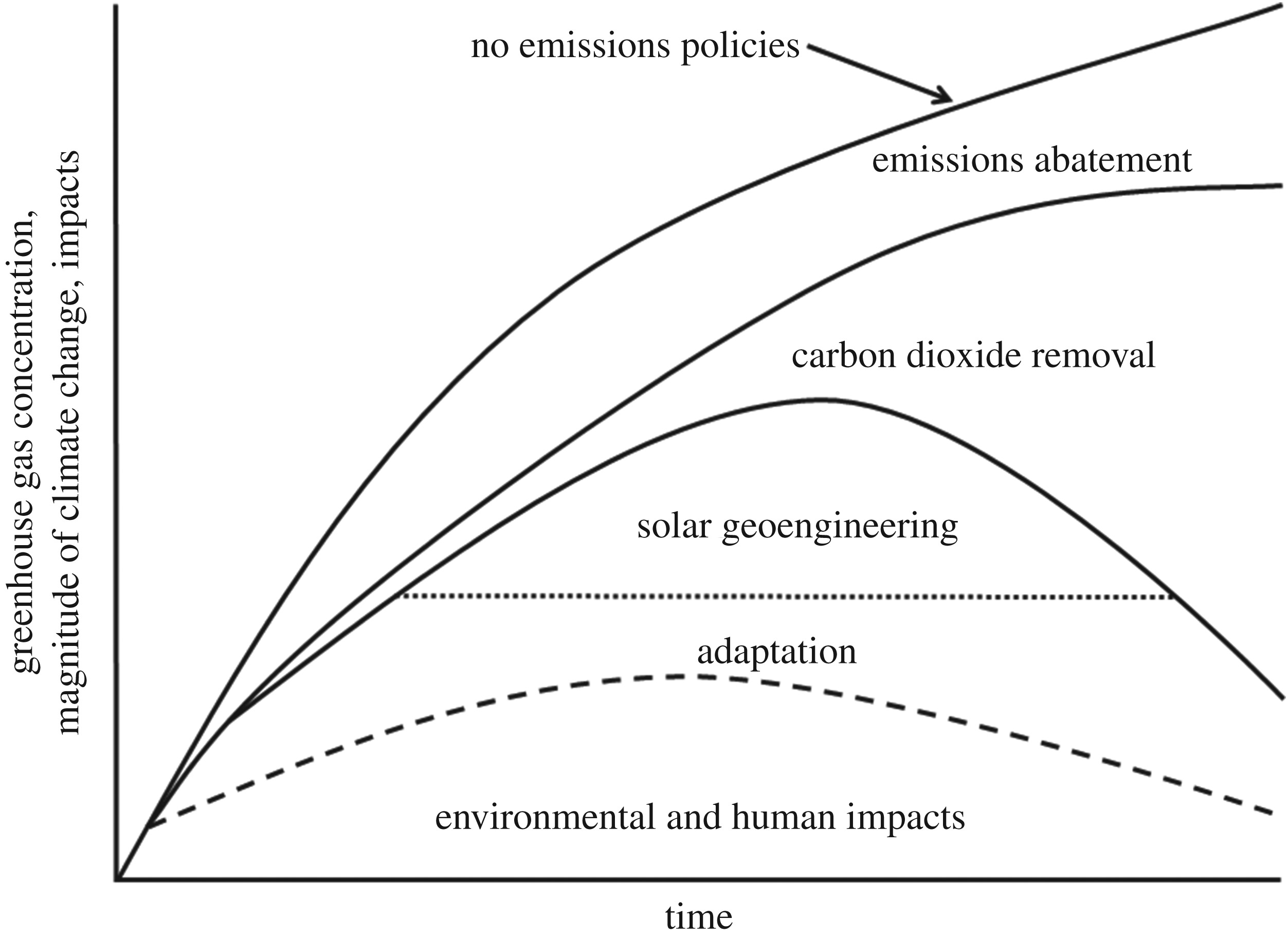
기후 변화에 대한 잠재적 보완 대응: 온실 가스 배출 감소, 이산화탄소 제거, SRM, 적응.

태양 복사 조정(SRM)에 대한 관심은 지속적인 지구 온난화와 인간 및 자연 시스템에 대한 위험 증가에서 비롯된다.
원칙적으로 배출량 감축 및 이산화 탄소 제거(CDR)를 통해 순 제로 배출을 달성하면 지구 온난화를 막을 수 있다. 그러나 배출량 감축은 목표에 지속적으로 미치지 못했으며, 대규모 CDR은 실현 불가능할 수도 있다. 2024년 유엔 환경 계획(UNEP) 배출 격차 보고서에 따르면, 현재 정책으로는 지구 온난화가 3.1°C에 이를 가능성이 높으며, 각국의 배출량 감축 약속 및 공약으로는 1.9°C 온난화에 이를 가능성이 높다고 밝혔다.:xviii
SRM은 대기나 표면을 변형하여 더 많은 햇빛을 반사함으로써 지구의 밝기(반사율)를 높이는 것을 목표로 한다. 행성의 반사율이 1% 증가하면 복사강제력을 2.35 W/m² 줄일 수 있어, 현재 온실 기체 농도로 인한 온난화의 대부분을 상쇄할 수 있다. 2% 증가하면 대기 중 이산화 탄소 농도 두 배 증가로 인한 온난화 효과를 상쇄할 수 있다.:625
배출량 감축이나 CDR과 달리 SRM은 배치 후 몇 달 내에 지구 온도를 낮출 수 있다.:vii:14 이러한 빠른 효과는 배출량 감축과 CDR이 확대되는 동안 SRM이 최악의 기후 영향을 제한하는 데 도움이 될 수 있음을 의미한다. 그러나 SRM은 대기 중 이산화 탄소 농도를 줄이지 않으므로 해양 산성화 및 기타 기후 변화 영향은 지속될 것이다.
IPCC 제6차 평가 보고서는 SRM이 배출량 감축 또는 CDR을 대체할 수 없다고 강조하며 다음과 같이 명시한다: "문헌에서는 기후 변화 위험을 해결하기 위한 SRM이 기후 변화에 대한 주요 정책 대응책이 될 수 없으며, 기껏해야 전 세계적으로 지속적인 순 제로 또는 순 음의 CO₂ 배출 수준을 달성하기 위한 보충 수단이라는 데 높은 합의가 이루어졌다.":1489
지구음암화는 SRM의 잠재적 효과에 대한 증거와 인간으로 인한 기후변화의 시급성을 동시에 제공한다. 산업 공정은 대류권 또는 하층 대기에서 에어로졸 양을 증가시켰다. 이는 지구를 냉각시켜 일부 지구 온난화를 상쇄했는데,(pp. 855-857) 이는 에어로졸의 반사율(성층권 에어로졸 주입의 기초)과 구름의 반사율(해양 구름 밝게 하기의 기초) 증가 때문이다.(pp. 860-861) 규제가 대류권 에어로졸을 줄이면서 지구음암화는 감소했고 지구는 더 빠른 속도로 따뜻해졌다.(pp. 851-853)

## 역사
1965년 린든 B. 존슨 미국 대통령 행정부 시절, 대통령 과학 자문 위원회는 화석연료 사용으로 인한 이산화 탄소 배출의 해로운 영향을 경고한 첫 보고서인 '우리 환경의 질 회복'을 발표했다. 지구 온난화에 대응하기 위해 이 보고서는 "반대되는 기후 변화를 의도적으로 유발하는 것"을 언급했으며, 여기에는 "지구의 반사율 또는 반사도를 높이는 것"이 포함되었다.
1974년 러시아의 기후학자 미하일 부디코는 지구 온난화가 심각한 위협이 된다면 성층권에 에어로졸을 방출하여 대응할 수 있다고 제안했다. 그는 항공기가 황을 태워 햇빛을 지구로부터 반사시켜 지구를 냉각시키는 에어로졸을 생성할 수 있다고 제안했다.:38
이산화 탄소 제거와 함께 SRM은 1992년 미국 국립 과학원의 기후 변화 보고서에서 기후 공학이라는 더 넓은 개념으로 논의되었다. SRM에 대한 첫 모델링 결과와 리뷰 논문은 2000년에 발표되었다. 2006년 노벨 화학상 수상자 파울 크뤼천은 온실 가스 배출량 감축이 불충분하다는 점을 감안할 때 SRM의 타당성과 환경적 결과에 대한 연구를 무시해서는 안 된다는 영향력 있는 논문을 발표했다.
SRM의 잠재적 이점과 위험을 평가하는 주요 보고서는 다음과 같다.
- 왕립학회 (2009)[23]
- 미국 국립 과학, 공학, 의학 학술원 (2015, 2021)[24][14]
- 유엔 환경 계획 (2023)[5]
- 유엔 교육, 과학, 문화 기구(유네스코) (2023)[25]
- 유럽 연합 Scientific Advice Mechanism (2024).[26][27]

2010년대 후반에는 SRM이 이산화 탄소 제거와 점점 더 구분되었으며, "기후 공학" 및 유사 용어는 덜 사용되었다.:550

## 방법

### 성층권 에어로졸 주입 (SAI)

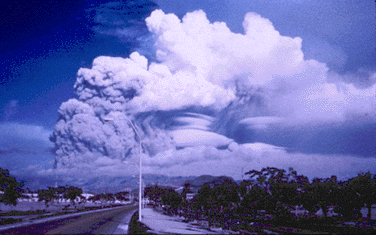
피나투보 화산 폭발 구름: 이 화산은 성층권에 다량의 황산염 에어로졸을 방출하여 성층권 에어로졸 주입(SAI)에 대한 이해를 높였다.

성층권 에어로졸 주입(SAI)의 경우, 작은 입자를 상층 대기에 주입하여 햇빛을 반사하고 지구음암화를 유도한다. 제안된 모든 SRM 방법 중에서 SAI는 가장 지속적인 관심을 받았다. IPCC는 2021년에 SAI가 "가장 많이 연구된 SRM 방법이며, 온난화를 1.5°C 미만으로 제한할 수 있다는 높은 합의가 있다"고 결론지었다.:350 이 기술은 대규모 화산 폭발 이후 관찰된 자연 냉각 현상을 재현할 수 있다.:627
황산염은 화산 분출 시 자연적으로 발생하기 때문에 가장 일반적으로 제안되는 에어로졸이다. 탄산 칼슘 및 이산화 타이타늄을 포함한 대체 물질도 제안되었다.:624
맞춤 설계된 항공기가 가장 실현 가능한 전달 방법으로 간주되며, 대포 및 풍선도 가끔 제안된다.
SAI는 최대 8 W/m²의 음의 복사강제력을 생성할 수 있다.:624
세계기상기구의 2022년 오존층 소모에 대한 과학적 평가는 "성층권 에어로졸 주입(SAI)은 성층권의 입자 농도를 증가시켜 전 지구 표면 온도의 상승을 제한할 잠재력이 있다. ... 그러나 SAI는 상당한 위험을 수반하며 의도하지 않은 결과를 초래할 수 있다"고 명시했다.:21
SAI의 주요 우려 사항은 사용되는 에어로졸에 따라 오존층 회복을 지연시킬 수 있다는 점이다.:21

### 권운 솎아내기 (CCT)

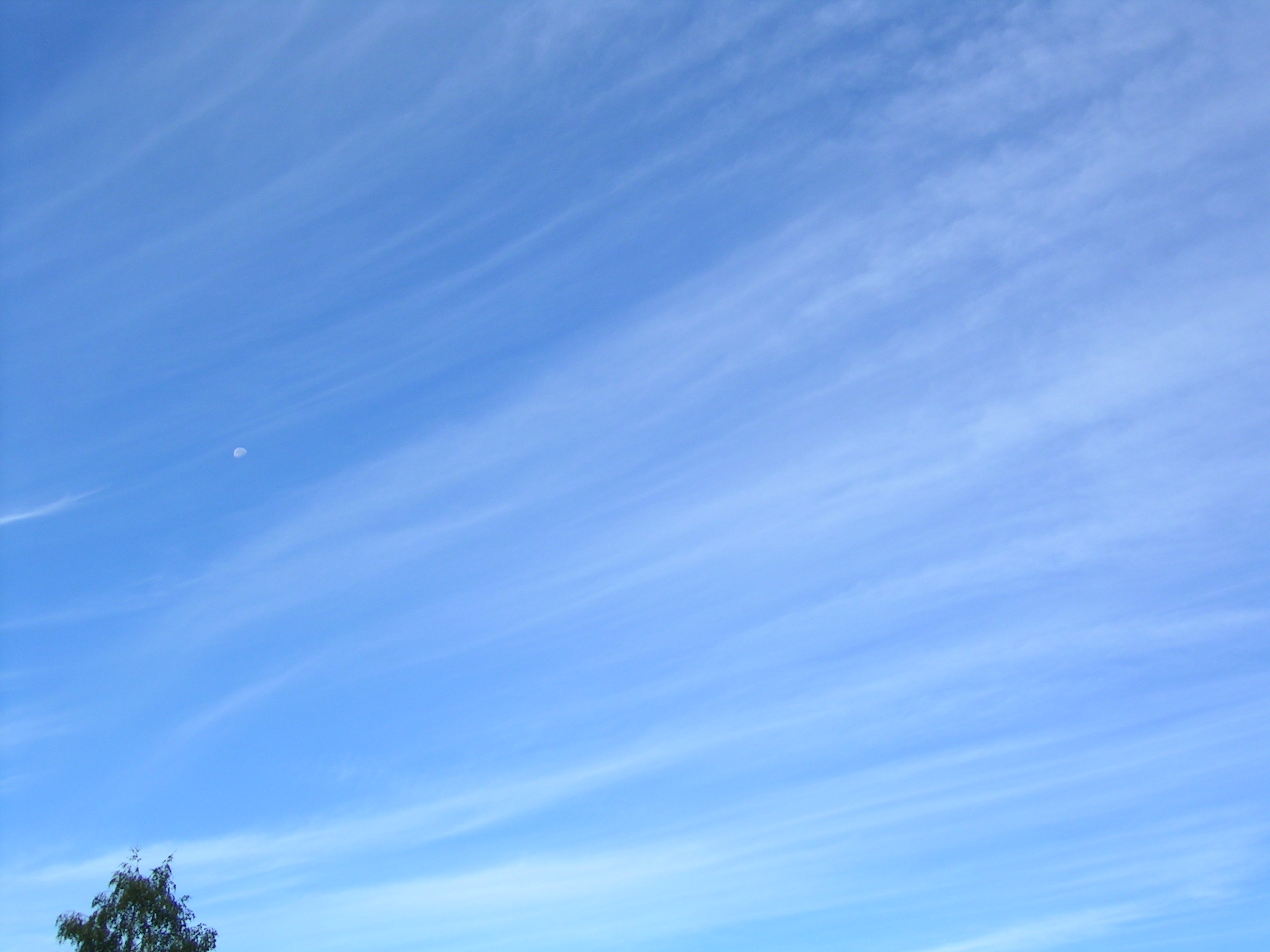
권운이 권적운으로 합쳐지는 모습

권운 솎아내기(CCT)는 권운을 씨딩하여 광학적 두께를 줄이고 구름 수명을 단축시켜 더 많은 지구복사에너지가 우주로 빠져나가도록 하는 방식이다.:628
권운은 일반적으로 순 온난화 효과를 가진다. 표적 개입을 통해 이를 분산시키면 CCT는 지구가 열을 방출하는 능력을 향상시킬 수 있다. 그러나 일부 연구에서 CCT가 복잡한 구름-에어로졸 상호작용으로 인해 냉각이 아닌 순 온난화를 유발할 수 있다고 제안함에 따라 이 방법은 여전히 매우 불확실하다.
이 방법은 들어오는 단파 복사를 줄이는 대신 나가는 복사를 증가시키는 방식으로 주로 작동함에도 불구하고 종종 SRM과 함께 묶인다.:624

### 반사 표면
IPCC는 표면 기반 반사율 조절을 "미세 기포를 생성하여 해양 반사율을 증가시키고, 건물 지붕을 흰색으로 칠하고, 농경지의 반사율을 증가시키며, 반사성 물질을 추가하여 해빙의 반사율을 증가시키는 것"으로 설명한다.:624
표면 기반 접근 방식은 국지적인 것으로 간주될 수 있으며 전 지구적 영향은 제한적일 것이다.:624 쿨루프 및 포장재를 통한 도시 냉각은 달성될 수 있지만, 대규모 사막 반사율 조절은 지역 강수 패턴을 크게 변화시킬 수 있다.:629 빙하를 반사성 물질로 덮는 것이 녹는 것을 늦추기 위해 제안되었지만, 대규모 실현 가능성과 효과는 불확실하다.:629

### 우주 기반 방법

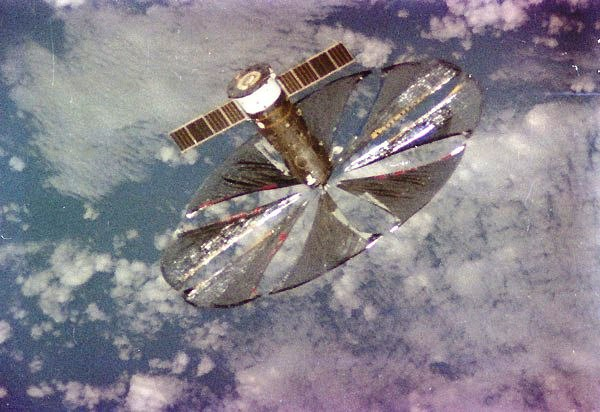
1990년대 러시아가 실시한 궤도 거울 실험인 즈나먀-2.

우주 기반 SRM은 지구 저궤도, 정지궤도 또는 지구와 태양 사이의 L1 라그랑주 점 근처에 거울, 반사 입자 또는 차광 구조를 배치하는 것을 포함한다. 대기 방법과 달리 우주 기반 접근 방식은 지구 기후 시스템에 직접적으로 간섭하지 않는다.
역사적으로, 궤도 거울, 우주 먼지 구름, 전자기적으로 고정된 반사경 등이 제안되었다. 왕립학회 (2009)와 이후의 평가들은 우주 기반 방법이 미래에는 실현 가능할 수 있지만, 비용과 배치 문제로 인해 단기적인 기후 개입에는 비현실적이라고 결론지었다.
평가들은 우주 기반 SRM이 합리적인 비용으로 실현 가능하지 않다고 결론 내렸다.:12 가장 최근의 IPCC 평가 보고서(2021년)는 이러한 방법을 고려하지 않았다.

## 비용
SRM은 완화되지 않은 기후변화로 인한 예상 경제적 피해에 비해 배치에 드는 직접적인 재정 비용이 상대적으로 낮을 수 있다.:1492,1494 이러한 비용은 냉각 1도당 수십억에서 수백억 미국 달러에 이를 수 있다.:36
성층권 에어로졸 주입(SAI)이 가장 많이 연구되었고 비용 추정치도 가장 많다. UNEP는 냉각 1도당 180억 달러의 비용을 보고했지만,:32 개별 연구에서는 SAI 배치 비용이 연간 50억 달러에서 100억 달러에 이를 수 있다고 추정했다.
UNEP에 따르면 MCB는 음의 복사강제력 1 W/m2당 10억~20억 달러가 소요될 수 있으며,:32 이는 냉각 1도당 15억~30억 달러를 의미한다.
권운 솎아내기(CCT)는 훨씬 덜 연구되었으며, 공식적인 비용 추정치는 존재하지 않는다.:32

## 영향

### 기후변화 완화 가능성

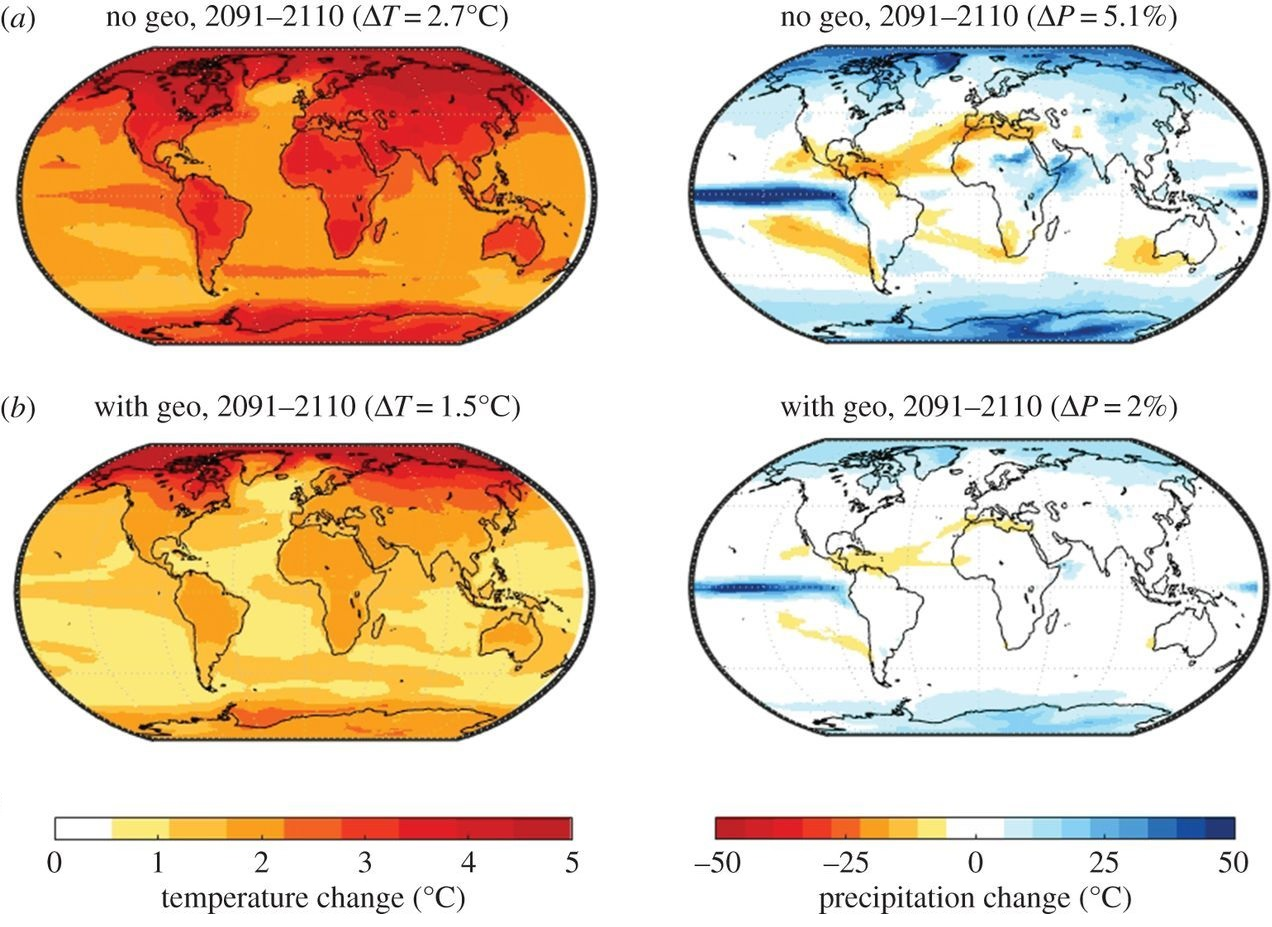
대표농도경로 RCP4.5("지구공학 없음") 및 SRM을 통해 전 지구 평균 온난화를 1.5 °C로 줄인 RCP4.5("지구공학 포함")에 대한 예상 세기말 기온(T) 및 강수량(P) 변화(산업화 이전 대비).

모델링 연구들은 적절한 SRM 사용이 평균 및 극단적인 온도, 극단적인 강수량, 북극 및 육상 얼음, 사이클론 강도 및 빈도, 대서양 자오선 역전 순환 변화를 포함한 지구 온난화의 많은 영향을 크게 줄일 것이라고 일관되게 결론지었다.(p. 625) SRM은 완화나 이산화 탄소 제거와 달리 빠르게 효과를 나타내며, 몇 달 내에 지구 온도를 낮출 수 있는 유일한 알려진 방법이다.(p. 14)
IPCC 제6차 평가 보고서는 다음과 같이 명시한다: "SRM은 지구 및 지역 기후에 대한 온실 가스 증가의 일부 영향을 상쇄할 수 있으며, 이는 탄소 및 물 순환을 포함한다. 그러나 지역 규모 및 계절 시간 규모에서 상당한 잔여 또는 과도한 기후 변화가 발생할 것이며, 에어로졸-구름-복사 상호 작용과 관련된 큰 불확실성이 지속된다. SRM으로 인한 냉각은 전 지구 육상 및 해양 CO2 흡수원을 증가시키지만, 이는 대기 중 CO2 증가를 막거나 지속적인 인위적 배출로 인한 해양 산성화에 영향을 미치지 않는다.":69
SRM은 기후변화로 인한 농업 손실을 부분적으로 상쇄할 수 있다.(p. 66) 높은 CO₂ 수준에서 식물 성장을 촉진하는 CO₂ 비료 효과는 SRM 하에서도 지속될 것이다. 일부 연구에서는 SRM이 작물 수확량을 향상시킬 수 있다고 지적하는 반면, 다른 연구에서는 전반적인 햇빛 감소가 농업 생산성을 약간 감소시킬 수 있다고 제안한다.
일부 연구는 SRM이 해수의 온도를 낮춤으로써 산호 감소와 대규모 산호 백화 현상을 막을 수 있다고 제안한다.(p. 67)

#### 지역적 차이
SRM은 기후변화의 영향을 완벽하게 되돌리지 못할 것이다. 지역 강수 패턴, 구름층, 대기 순환의 차이가 지속될 수 있으며, 일부 지역은 과잉 보상 또는 잔여 온난화 및 냉각 효과를 경험할 수 있다.(p. 625) 이는 온실 가스가 전 지구적이고 연중 따뜻하게 하는 반면, SRM은 낮은 위도와 여름 반구에서 (햇빛의 입사각 때문에) 그리고 주간에만 빛을 더 효과적으로 반사하기 때문이다. 배치 체제는 위도와 계절에 따라 주입률을 변경하고 최적화함으로써 이러한 이질성을 일부 보상할 수 있다.(p. 627)

#### 강수량
모델에 따르면 SRM은 온도 변화보다 강수량에 대한 온난화로 인한 변화를 더 효과적으로 되돌릴 것이다.(pp. 625-626) 따라서 SRM을 사용하여 전 지구 평균 온도를 산업화 이전 수준으로 완전히 되돌리면 강수량 변화가 과잉 수정될 것이다. 이는 지구가 건조해지거나 심지어 가뭄을 유발할 것이라는 주장을 낳았지만, 이는 SRM의 강도(즉, 복사 강제력)에 달려 있다. 더욱이 토양 수분은 연평균 강수량보다 식물에 더 중요하다. SRM은 증발을 감소시키므로, 연평균 강수량 변화보다 토양 수분 변화를 더 정확하게 보상한다.(p. 627)

### 환경에 대한 불확실성 및 위험

#### 몬순 변화
열대 몬순의 강도는 기후 변화에 의해 증가하며 일반적으로 SRM, 특히 SAI에 의해 감소할 것이다.(p. 624)(pp. 458-459) 적절한 SRM 사용 시 열대 몬순 강도의 순 감소가 나타날 수 있지만, 이것이 인간과 생태계에 미치는 영향은 어느 정도 완화된 열로 경감될 것이다.(pp. 458-459) 궁극적으로 그 영향은 특정 구현 체제에 달려 있을 것이다.(p. 625)

#### 하늘과 구름에 미치는 영향
SRM은 직접 태양 복사량과 간접 태양 복사량의 비율을 변경하여 식물과 태양 에너지에 영향을 미칠 것이다. 광합성에 유용한 가시광선은 미 산란 메커니즘으로 인해 태양 스펙트럼의 적외선 부분보다 비례적으로 더 많이 감소한다. 결과적으로 대기 SRM의 배치는 식물 성장률에 영향을 미치며, 예상되는 영향은 캐노피 식물과 하부 캐노피 식물 간에 달라진다.(p. 1491)(pp. 62-63,66)
균일하게 감소된 순 단파 복사는 태양 에너지 발전을 감소시키지만,(pp. 61,66) 실제 영향은 복잡할 것이다.

#### 성층권 오존
SAI는 유해한 자외선으로부터 유기체를 보호하는 성층권 오존에 영향을 미칠 것이며, 그 영향은 배치 특성에 따라 달라질 것이다.(pp. 624,627-628) 가장 일반적으로 제안되는 에어로졸인 황산염은 현재 성층권 오존의 회복을 지연시킬 것이다.

#### 해양 산성화 감소 실패

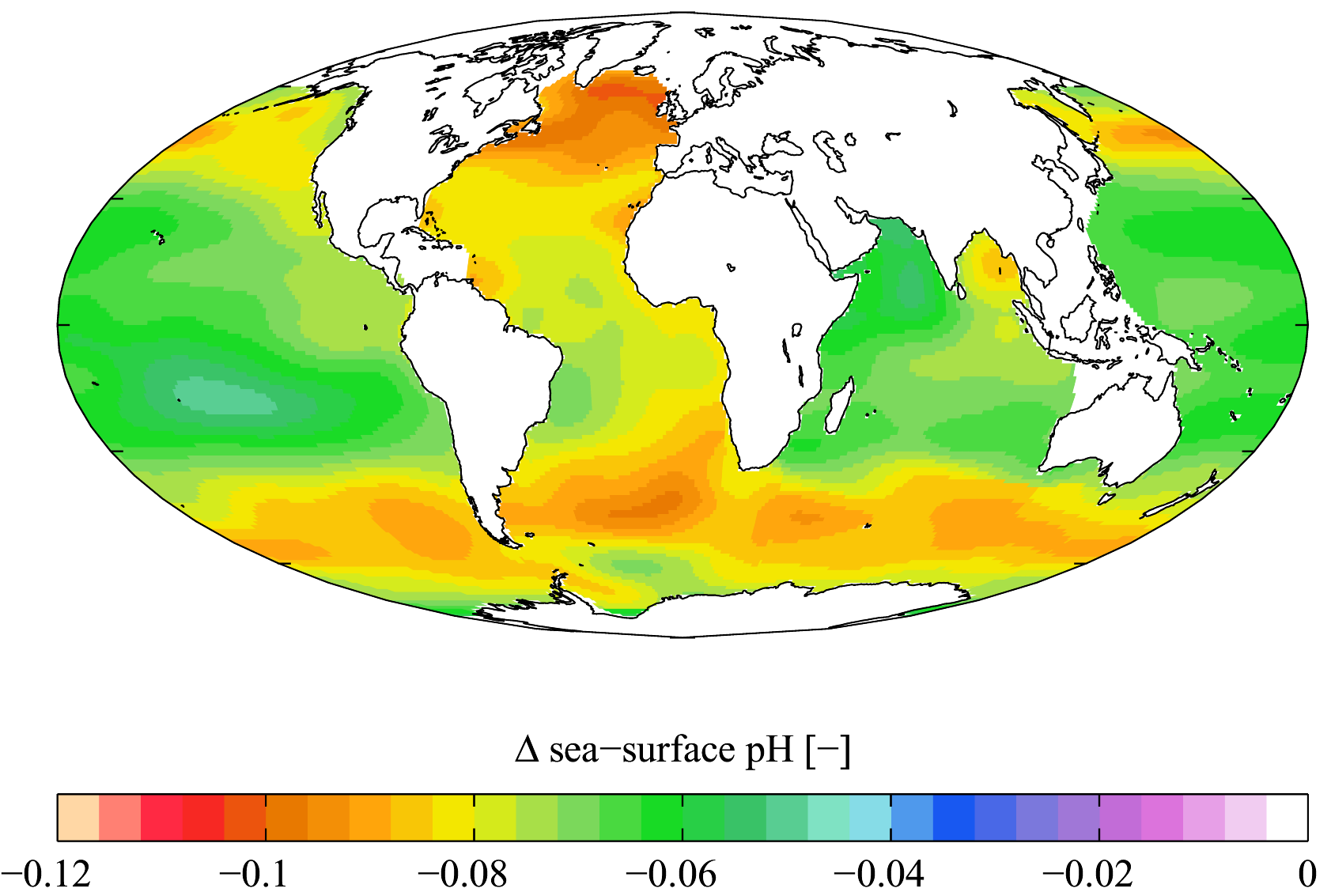
1700년대와 1990년대 사이 인간 활동으로 인한 CO_{2}로 인한 pH의 해수면 변화. 대기 중 CO_{2}가 줄어들지 않으면 이러한 해양 산성화는 여전히 주요 문제가 될 것이며, 그 이후에도 해저 산성화는 지속될 것이다.

SRM은 대기 중 이산화 탄소 농도에 직접적인 영향을 미치지 않으므로 해양 산성화를 줄이지 않는다.(p. 1492) SRM 자체의 위험은 아니지만, 이는 배출량 감축을 제외하고 SRM에만 의존하는 것의 중요한 한계를 보여준다.

#### 기후 모델 불확실성
기후 모형은 SRM이 많은 지구 온난화 위험을 줄일 수 있음을 나타내지만, 모형 정확도, 에어로졸-구름 상호 작용, 지역 기후 시스템의 반응에 대한 한계는 여전히 주요 불확실성으로 남아 있다.(pp. 624-625) 따라서 SRM의 예상되는 일부 영향에 대해서는 여전히 많은 불확실성이 남아 있다.(pp. 624-625) SRM의 예상 효과에 대한 대부분의 증거는 기후 모형과 화산 분출에서 비롯된다. 에어로졸 미시 물리학, 성층권 역학, 하위 격자 스케일 혼합과 같은 기후 모형의 일부 불확실성은 SRM과 특히 관련이 있으며 미래 연구의 대상이다. 화산은 지속적인 주입과 달리 단일 펄스로 성층권에 물질을 방출하기 때문에 완벽한 유사체가 아니다.(p. 11)

#### 생태계 위험
2023년 UNEP 보고서는 SRM 운영 배치가 일부 기후 위험을 줄일 수 있지만, 생태계와 인간 사회에 새로운 위험을 초래할 수도 있다고 결론지었다.(p. 15)
생태계 영향은 아직 잘 이해되지 않았다. EU 보고서는 "SAI와 SD가 사회와 특히 생태계에 미칠 수 있는 잠재적 영향은 중요한 지식 격차로 확인되었으며, 연구는 영향과 위험이 구현 시나리오, 지리적 지역 및 생태계의 특정 특성에 따라 달라질 것임을 강조한다. SAI 구현은 사회와 생태계에 대한 기후 변화의 일부 결과를 방지할 수 있지만, 의도하지 않은, 잠재적으로 예상치 못한 영향을 미칠 수도 있다"고 결론지었다.(p. 65) 육상 생태계는 구성과 식물 생산성에서 불확실한 변화를 경험할 수 있다.(pp. 62,65)

## 거버넌스
SRM은 다양한 거버넌스 문제를 야기한다. IPCC는 SRM 거버넌스의 잠재적인 목표를 다음과 같이 나열한다.
(i) 잠재적인 위험과 피해로부터 보호; (ii) 과학 지식의 적절한 연구 및 개발 가능화; (iii) 적극적이고 정보에 입각한 대중 및 전문가 커뮤니티 참여를 통해 미래 연구 또는 정책 결정을 정당화; (iv) SRM이 광범위하고 완화 중심의 기후 변화 대응 포트폴리오의 일부로만 고려되도록 보장.(p. 1494)

### 잠재적 거버넌스 과제

#### 완화의 전치
SRM 연구 및 잠재적 배치에 대한 일반적인 우려 사항은 그것이 기후변화 완화, 특히 온실 기체 배출 감소를 위한 정치적, 사회적 추진력을 약화시킬 수 있다는 점이다.(p. 1493) 이 가설은 종종 "도덕적 해이"라고 불린다. 도덕적 해이 효과의 가능성과 중요성은 전문가들 사이에서 불확실하고 논쟁의 여지가 있다. 일부는 이것이 일어날 가능성이 낮으며, 심지어 사실이라 할지라도 지구 온난화와 그 영향을 크게 줄일 수 있다면 SRM을 연구하고 평가하는 것을 포기할 설득력 있는 이유가 되지 않는다고 주장하는 반면, 다른 이들은 그러한 전망을 SRM을 추구하지 않아야 할 이유로 본다. 게임 이론 모델링, 여론 조사, 행동 실험을 통한 경험적 증거는 결론이 나지 않았다.(p. 99) 최근 리뷰 논문은 완화 전치에 대한 증거가 "약하다"고 주장하지만, 이러한 연구 방법이 "이해 관계 집단의 동원 하에 실제 정치적 결정이 SRM이 존재할 때 배출량을 너무 적게 감축할 것이라는 정확한 우려"를 설명하지 못한다고 지적한다.(p. 355)

#### 사용 여부 결정
SRM에 대한 또 다른 일반적인 우려 사항은, 그 높은 지렛대 효과, 낮은 명백한 직접 비용(적어도 SAI의 경우), 기술적 실현 가능성, 그리고 권력 및 관할권 문제로 인해 국제적 합의나 예상되는 영향에 대한 충분한 이해 없이 일방적 또는 소규모 사용이 가능할 수 있다는 점이다.(pp. 1494–1495) 주요 쟁점은 어떤 거버넌스 체제(들)에서 그 사용이 통제, 모니터링, 감독될 수 있는가이다. 그러나 각국 지도자 및 다른 행위자들은 SRM을 사용할지, 어떻게 사용할지, 어느 정도 사용할지에 대해 의견이 다를 수 있다. 이는 최적이 아닌 배치를 초래하고, 특히 국지적 피해가 인지될 경우 국제적 긴장을 유발할 수 있다.(p. 1494) 전문가들은 일방적 또는 소규모 사용의 가능성 및 효과적인 거버넌스의 실현 가능성 그리고 비국가 행위자가 SRM을 상당한 규모로 배치할 수 있는지에 대해 의견이 나뉜다.
이는 두 가지 중요한 방식으로 더욱 복잡해진다. 첫째, SRM 기술이 아직 초기 단계이므로 성급한 규제가 미래의 정치적, 기술적, 지구물리학적 발전에 적절히 적응하지 못하고 "너무 제한적이거나 너무 허용적"일 수 있다는 우려가 있다.(p. 1494) 둘째, 국제법은 일반적으로 합의를 기반으로 하므로, 어떤 거버넌스 체제든 SRM의 잠재적 사용자라고 인식하는 국가들의 참여와 협력을 특히 유도하고 확보해야 할 것이다.(p. 153)

#### 종료
SRM이 상당한 온난화를 가리고 있다가 짧은 기간(대략 1년) 내에 갑자기 중단되면 기후는 SRM 없이 존재했을 수준으로 빠르게 온난화될 것이며, 이는 때때로 "종료 충격"이라고 불리는 현상이다.(p. 1493) 대기 중 온실 가스 농도가 높은 세계에서 SRM이 갑자기 그리고 지속적으로 종료되면 급격한 전 지구 온도 상승, 강수량 변화 심화, 해수면 상승, 토지 건조화, 탄소 흡수원 약화, CO₂ 축적 가속화가 발생할 것이다.(p. 629) IPCC는 완화와 결합된 SRM의 점진적인 단계적 폐지가 SRM 종료의 영향을 줄일 것이라고 지적한다.(p. 629) 또한, 일부 학자들은 이러한 위험이 관리 가능할 수 있다고 주장한다. 왜냐하면 국가들은 필요하다면 배치를 재개할 강력한 유인책을 가질 것이고, 백업 SRM 인프라를 유지하는 것이 시스템 복원력을 향상시키고 갑작스러운 중단에 대한 완충 역할을 제공할 수 있기 때문이다.

#### 배치 기간
대규모 SRM 배치는 의도된 기후 효과를 유지하기 위해 수십 년에서 수 세기 동안 지속되어야 할 것이다.(pp. 8–10)(p. 14) 이는 지속적인 순 배출과 이산화 탄소의 긴 대기 수명으로 인해 온실 가스 농도가 계속 증가함에 따라 지속적인 냉각을 달성하기 위해 필요할 수 있다.

### 기존 거버넌스
현재 SRM 연구, 개발 또는 배치를 구체적으로 규제하는 전담 공식 법률은 없지만, 특정 다자간 협정, 국제관습법 규칙, 국내 및 유럽 법률, 비구속적 법률 문서에는 일부 SRM 활동에 적용될 수 있는 조항이 포함되어 있다.(pp. 1493,1495)

#### 구속력 있는 국제법
기후변화에 관한 유엔 기본 협약 및 관련 조약은 SRM을 다루지 않지만, 이는 지구 온난화를 2°C보다 훨씬 낮게 제한하고 1.5°C 이내로 유지하려는 파리 협정의 목표 틀 내에서 고려될 수 있다.(p. 163) UNFCCC는 사전예방원칙에 기반을 두고 있지만,(p. 137) SRM에 대한 구체적인 함의는 불확실하다.(pp. 1636–167)
해양법에 관한 유엔 협약은 합법적인 과학 활동을 허용하고 해양 환경에 대한 SRM의 영향을 평가하는 연구를 장려함으로써 SRM 연구를 지원할 수 있다. 해양 환경 보호에 대한 그 조항은 해양에 대한 기후 영향을 완화하는 것을 목표로 하는 SRM 연구를 정당화할 수 있다. 예를 들어, 온난화를 줄이거나 산호초를 보호하는 노력이다. 그러나 UNCLOS는 대규모 야외 활동에 제약을 가할 수도 있다. 특히 국가의 관할권 하의 활동이 해양 생태계를 오염시키거나 해를 끼칠 위험이 있는 경우에 그렇다. 또한, SRM은 해양 산성화를 직접적으로 해결하지 않으므로, UNCLOS의 환경 보호 목표와의 정렬은 불확실하다.(pp. 101-102)
환경 수정 협약은 국경을 초월하는 "광범위하고 오래 지속되거나 심각한 효과"를 가진 자연 과정의 의도적 조작을 직접적으로 규제하는 유일한 국제 조약이다. SRM은 ENMOD의 환경 수정 기술 정의에 속하며, 따라서 군사적 또는 적대적 사용 금지 대상이다. 동시에 이 조약은 "평화적 목적으로 환경 수정 기술을 사용하는 것을 방해해서는 안 된다"고 명시한다. ENMOD는 또한 평화로운 환경 수정에 대한 정보 교환 및 국제 협력을 장려하며, 당사국은 "그럴 수 있는 위치에 있다면" 과학적 및 경제적 협력을 지원할 것으로 예상된다.(p. 162)
오존층 보호에 관한 빈 협약 및 그 몬트리올 의정서는 당사국들에게 오존층을 변형시킬 수 있는 해로운 영향을 초래할 수 있거나 초래할 가능성이 있는 인간 활동을 줄이거나 방지하기 위한 조치를 취하도록 의무화한다. 일부 형태의 SAI가 이러한 영향을 미칠 수 있다. 제2조는 특히 국가들이 "인간 활동으로 인해 오존층이 변형되거나 변형될 가능성이 있는 경우 인간 건강과 환경에 대한 역효과로부터 보호하기 위해" 협력할 것을 요구한다.(p. 162)
월경 피해 방지 원칙은 국제관습법에 따라 국가들에게 상당한 월경 환경 피해를 방지하고 그 위험을 줄일 의무를 부과한다. 이 원칙은 대규모 야외 SRM 활동이 인간 건강, 생태계 또는 기후 시스템에 상당한 월경 피해를 유발할 위험이 있는 경우에 관련된다. 이 원칙에 따라 국가들은 환경 영향 평가를 수행하고, 영향을 받는 국가에 통보하고 협의하며, 위험을 완화하기 위해 선의로 협력함으로써 상당한 월경 환경 피해를 방지하기 위해 상당한 주의를 기울여야 한다. 이러한 의무를 이행하지 못하면 관할권 내 활동으로 인한 피해에 대해 국가 책임이 발생할 수 있다. 학자들은 SRM 연구 및 배치가 다른 법적 기준을 적용받아야 하는지에 대해 논쟁해왔다. 더욱이, 국제 협력 의무는 국가들이 영향 평가, 데이터 공유 및 거버넌스 메커니즘에 협력할 것을 요구할 수 있다.(pp. 156-161)

#### 비구속적 국제법
국제법 위원회는 대기 보호를 위한 가이드라인 초안을 개발했다. 한 가이드라인은 전체적으로 다음과 같이 명시하고 있다.
대기를 의도적으로 대규모로 수정하는 것을 목적으로 하는 활동은 신중하고 조심스럽게 수행되어야 하며, 환경 영향 평가와 관련된 규칙을 포함하여 적용 가능한 국제법의 모든 규칙을 준수해야 한다.
생물 다양성 협약 당사국 총회는 SRM을 포함하는 "기후 관련 지구 공학"에 대해 여러 결정을 내렸다. 2010년의 결정은 "생물 다양성에 영향을 미칠 수 있는 기후 관련 지구 공학 활동"에 대한 "포괄적인 비구속적 규범적 틀"을 수립했으며,(p. 106) 이러한 활동은 특정 과학적 데이터를 수집할 필요성에 의해 정당화되고, 사전 환경 평가를 거치며, 효과적인 규제 감독을 받아야 한다고 요청했다.(pp. 96-97)(pp. 161-162) 당사국들의 2016년 결정은 "기후 관련 지구 공학의 영향을 더 잘 이해하기 위해 더 많은 학제 간 연구와 지식 공유"를 요구했다.(p. 161-162)

#### 국내 및 지방 법률
국제법과 마찬가지로 환경법, 불법행위 책임, 지식 재산권과 같은 국내외 법률의 기존 영역은 SRM의 특정 측면을 규율할 것이다. 예를 들어, 미국에서는(pp. 91-96) 국가 환경 정책법 및 유사한 주 법률에 따라, 연방 정부가 후원하거나 승인한 야외 SRM 연구는 상당한 물리적 영향의 위험을 초래할 경우 환경 검토가 필요할 수 있지만, 소규모 실험은 종종 면제된다. 청정대기법 (미국), 클린 워터 법, 해양 투기법, 연방항공국 규칙을 포함한 여러 연방 규제 법규는 설계에 따라 SRM 현장 실험에 적용될 수 있으며, 특히 대기 또는 수질 오염 물질 배출 및 항공기 사용과 관련하여 그렇다. 야외 실험은 또한 과실 (부주의), 무과실책임, 근린방해와 같은 주 공통법 이론에 따라 연구자들을 불법행위 책임에 노출시킬 수 있지만, 원고는 인과 관계를 증명하고 잠재적 피해가 사회적 이점보다 크다는 것을 입증하는 데 어려움을 겪을 수 있다. 특허권을 포함한 지식 재산권법은 혁신을 장려하는 동시에 접근을 제한할 수 있지만, 현재 이 분야의 특허 활동은 제한적이다.
멕시코 환경천연자원부는 2023년 해당 국가에서 SRM 실험을 금지할 것이라고 발표했다.
2025년에 여러 미국 주에서는 "지구 공학" 금지를 시행했거나 고려 중이다. 그러나 이들은 SRM 자체를 겨냥한 것이 아니라 켐트레일 또는 기상 조작을 겨냥한 것이다.

#### 가이드라인 및 원칙
학자, 연구 네트워크, 더 넓은 SRM 연구 커뮤니티는 SRM 활동을 관리하는 데 도움이 되는 여러 원칙 또는 지침을 개발했다.(p. 106)(p. 134) 예를 들어, 옥스퍼드 원칙(SRM과 이산화탄소 제거를 "지구 공학"으로 다룸)이 가장 저명하다.(p. 21)
- 지구 공학은 공공재로 규제되어야 한다.
- 지구 공학 의사 결정에 대중 참여.
- 지구 공학 연구 공개 및 결과의 공개 출판.
- 영향에 대한 독립적인 평가.
- 배치 전 거버넌스.[51]

최근에는 미국 지구물리학 연맹이 "기후 개입"(다시 SRM과 이산화탄소 제거) 연구를 위한 윤리적 틀을 발표했다.

## 연구 지원
SRM 연구에 대한 지원은 과학자, 국제기구, 정부, 비정부 기구 (NGO)로부터 왔다. SRM 연구를 지지하는 주요 주장은 기후변화로 인한 크고 즉각적인 위험이 있으며, SRM이 온난화를 신속하게 중단(또는 역전)시킬 수 있는 유일한 알려진 방법이라는 것이다.
MIT 테크놀로지 리뷰의 2017년 기사는 다음과 같이 명시했다: "진지한 과학자 중 누구도 조만간 지구 공학을 배치하기 시작해야 한다고 주장하지 않을 것이다."
운동가들은 화석연료 로비가 SRM 연구를 옹호한다고 주장했다. 그러나 정보 허브인 SRM360 등의 연구에 따르면 "개인 화석 연료 이해 관계가 SRM에 자금을 지원하거나 홍보하고 있다는 증거는 발견되지 않았으며, SRM 자금 수령자의 대부분은 화석 연료 출처로부터 자금을 받지 않겠다고 명시적으로 밝히고 있다."

### 과학자 및 기타 학계 인사
2023년 과학자 및 기타 전문가들이 서명한 두 건의 공개 서한은 "책임 있는 SRM 연구" 확대를 촉구했다. 한 서한은 "SRM이 기후 위험과 영향을 줄일 수 있는 잠재력을 객관적으로 평가하고, SRM 접근 방식의 위험을 이해하고 최소화하며, 거버넌스에 필요한 정보를 식별할 것"을 요청했다. 이 서한은 "기후 및 기후 영향을 연구하는 110명 이상의 물리 및 생물 과학자"의 지지를 받았다. 다른 서한은 "태양 복사 조정 연구 및 평가의 균형"을 촉구했으며, 약 150명의 전문가(대부분 과학자)의 지지를 받았다.
또한, 2025년 출판물에서 제임스 한센과 다른 이들은 "미국 과학 아카데미가 권고한 바와 같이 의도적인 지구 냉각에 대한 연구가 추구되어야 한다"고 말했다.

### 정부 및 기타 과학 단체
SRM에 대한 추가 연구를 요청한 과학 및 기타 대규모 기관은 다음과 같다.
- 영국: 왕립학회,[23] 기계기술자협회,[60] 네이처 편집위원회[61]
- 호주: 호주 과학청[62]
- 네덜란드: 네덜란드 과학 평가 연구소[63]
- 미국: 전미과학공학의학한림원,[24][14] 미국 지구물리학 연맹,[64] 미국 기상 학회, 미국 글로벌 변화 연구 프로그램,[65] 외교협회[66]
- 국제기구: 세계기후연구프로그램[67] 및 유엔 환경 계획[5] 및 유네스코[25]의 보고서
- 유럽 연합: 수석 과학 고문 그룹[27]

SRM에 대한 명확한 정부 입장을 가진 국가는 거의 없다. 영국, 캐나다, 독일:58와 같이 현재 기후 정책 옵션으로 보지 않더라도 일부 SRM 연구를 지지한다. 예를 들어, 독일 연방 정부는 SRM에 대한 명확한 입장을 가지고 있으며, 2023년 기후 외교 정책 전략 문서에서 다음과 같이 명시했다: "불확실성, 함의 및 위험으로 인해 독일 정부는 현재 태양 복사 조정(SRM)을 기후 정책 옵션으로 고려하지 않는다." 이 문서는 또한 다음과 같이 명시했다: "그럼에도 불구하고, 사전예방원칙에 따라 우리는 대규모 사용을 위한 기술 개발과 구별되는 기술 중립적인 기초 연구의 맥락에서 SRM의 광범위한 과학적, 기술적, 정치적, 사회적, 윤리적 위험과 함의를 계속 분석하고 평가할 것이다.":58 2025년 현재 미국 연방 정부는 SRM에 대한 정책이 없다.
세계기후연구프로그램 산하에는 2024년 현재 기후 개입 연구라는 등대 활동이 있다. 여기에는 대규모 이산화 탄소 제거 및 SRM에 대한 연구가 포함될 것이다.

### 비정부 기구
일부 비정부 기구들은 SRM 연구와 거버넌스 대화를 적극적으로 지지한다.
환경 보호 기금은 SRM 연구 프로그램을 개발 중이다.
디그리스 이니셔티브는 개발도상국에서 SRM을 평가할 수 있는 역량을 구축하기 위해 설립된 영국 등록 자선 단체이다. 이 단체는 "SRM이 평가되는 글로벌 환경을 변화시켜 개발도상국으로부터 정보에 입각하고 확신 있는 대표성을 보장하는 것"을 목표로 한다. 독일 NGO 지구공학 모니터의 한 연구원은 이 자선 단체가 "글로벌 사우스에 연구 의제를 강요하고 있으며" "주로 글로벌 노스에 기반을 둔 기술 및 금융 억만장자들이 운영하는 재단으로부터 자금을 지원받고 있다"고 본다.
오페라치오 아르크티스는 핀란드의 청소년 기후 단체로, 극지방의 빙하를 보존하고 티핑 포인트를 막는 잠재적 수단으로 완화 및 탄소 격리와 함께 태양 복사 조정 연구를 지지한다.
실버라이닝은 "단기 기후 위험과 영향을 줄이기 위한 기후 개입"의 일환으로 SRM 연구를 추진하는 미국 기관이다. 이 단체는 "기후 변화 해결에 중점을 둔 자선 재단과 개인 기부자"의 자금을 지원받는다. 그들의 자금 제공자 중 하나는 쿼드라쳐 기후 재단으로, "향후 3년간 이 분야에 4천만 달러를 제공할 계획"이다(2024년 기준).
태양 지구 공학에 대한 공정한 심의를 위한 동맹은 SRM에 대한 "공정하고 포괄적인 심의"를 추진하며, 특히 글로벌 사우스의 시민 사회 단체와 협력하고 SRM 거버넌스에 대한 더 넓은 대화를 지원한다. 카네기 기후 거버넌스 이니셔티브는 SRM 및 이산화탄소 제거의 거버넌스를 촉진했지만, 2023년에 운영을 종료했다.
기후 오버슈트 위원회는 세계적으로 저명하고 독립적인 인물들로 구성된 단체이다. 이 위원회는 기후 위기를 줄이기 위한 포괄적인 전략을 조사하고 개발했다. 위원회는 배치 및 대규모 야외 실험에 대한 유예와 함께 SRM에 대한 추가 연구를 권고했다. 또한 "SRM 연구의 거버넌스를 확대해야 한다"고 결론지었다.:15
SRM 연구 이니셔티브 또는 비영리 지식 허브에는 예를 들어 "햇빛 반사 방법(SRM)에 대한 정보에 입각한 증거 기반 논의를 지원하는" SRM360이 포함된다. 자금은 LAD 기후 기금에서 나온다.
또 다른 예는 "햇빛 반사 연구 및 기술 개발에 중점을 둔 자선 기금 이니셔티브"인 리플렉티브이다. 그들의 자금은 "기후 변화 해결에 중점을 둔 여러 주요 자선 단체"의 보조금 또는 기부로 전적으로 이루어진다: 아웃라이어 프로젝트, 내비게이션 펀드, 아스테라 연구소, 오픈 필란트로피, 크랭크스타트, 매트 콜러, 리처드 및 사빈 우드.

### 연구 자금
2024년까지 약 2억 달러가 SRM 연구에 지출되었으며, 최근 몇 년간 연간 3천만 달러 이상으로 증가했다. 2025년 5월 현재, 2025-2029년 기간에 1억 6,400만 달러가 추가로 약정되었다.

#### 정부
2025년 현재, 연구 자금의 42%는 정부에서 나온다. SRM 연구에 자금을 지원한 국가로는 미국, 영국, 호주, 아르헨티나, 독일, 중국, 핀란드, 노르웨이, 일본 및 유럽 연합이 있다.
미국 국립해양대기청은 2019년부터 2022년까지 2천 2백만 달러를 지출했으며, 야외 실험은 몇 차례만 진행되었다. 2024년 현재, NOAA는 태양 지구공학 연구 프로그램을 통해 연간 약 1,100만 달러를 지원한다.
2025년, 영국 정부는 야외 지구 공학 실험을 포함한 SRM 연구에 6천만 파운드 이상을 투자했다. 2024년 말, 영국 기금 지원 기관인 고등 연구 및 발명 기구는 "기후 냉각"을 탐색하는 프로젝트를 지원하기 위해 총 5천 7백만 파운드(약 7천 5백만 미국 달러)의 연구 기금이 제공될 것이라고 발표했다. 여기에는 야외 실험이 포함된다. 성공적인 신청자는 2025년에 발표되었다. 이 프로그램은 자연 환경 연구 위원회의 또 다른 천만 파운드 프로그램과 함께 영국을 "세계에서 가장 큰 지구 공학 연구 자금 지원국 중 하나"로 만든다.

#### 자선 단체
2025년 현재, 연구 자금의 48%는 자선 단체에서 나온다. 가장 큰 기부자는 사이먼스 재단, 쿼드라쳐 기후 재단, 오픈 필란트로피이다. 블룸버그 뉴스에 따르면, 2024년 현재 여러 미국 억만장자들이 SRM 연구에 자금을 지원하고 있다. 이 기사는 마이크 슈뢰퍼, 샘 올트먼, 매트 콜러, 레이첼 프리츠커, 빌 게이츠, 더스틴 모스코비츠를 저명한 지구 공학 연구 지지자로 나열했다.

## 배치 및 연구에 대한 반대
SRM 연구 및 배치에 대한 반대는 활동가 비정부 기구 (NGO), 학계, 그리고 미국 공화당 정책 입안자들로부터 나왔다. 공통적인 우려는 SRM이 온실 가스 배출 감소 노력을 약화시키고, 전 지구적 규모에서 통치하기 어려우며, 국제적 긴장과 분쟁을 유발할 수 있다는 것이다. 반대론자들은 강력한 완화가 대기 오염 감소와 같은 공중 보건 및 환경 공동 혜택을 가져올 것이며, SRM이 주목받으면 이러한 우선순위가 낮아질 수 있다고 강조한다.

### 옹호 단체
신흥 기술의 사회경제적 및 생태학적 영향에 초점을 맞춘 NGO인 ETC 그룹은 SRM 연구에 반대하는 선구자였다. 이후 동맹 90/녹색당과 제휴한 독일 정치 조직인 하인리히 뵐 재단과 국제 환경법 센터가 합류했다. 기후 행동을 촉진하는 글로벌 조직 네트워크인 기후 행동 네트워크도 야외 실험과 SRM 사용에 반대한다.
2021년, 하버드 대학교 연구원들은 원주민 옹호 단체인 사미 협의회의 반대로 스웨덴에서 소규모 SRM 현장 실험 계획을 중단했다. 이 협의회는 자신들의 조상 땅 위에서 시험 비행하는 것에 반대했다. 비행은 어떤 물질도 방출하지 않았지만, 사미 협의회는 협의 부족을 비판하고 SRM의 윤리 및 위험에 대한 광범위한 우려를 표명했다.

### 학계
학자 및 옹호자 연합은 "태양 지구 공학 국제 비사용 협정"을 제안하며, 정부가 SRM의 자금 지원, 실험, 특허, 배치 및 제도적 합법화를 금지할 것을 요구했다. 그들은 SRM이 너무 위험하고 정치적으로 통제 불가능하며 완화를 약화시킬 가능성이 높다고 주장한다. 2024년 12월 현재, 그들의 노력은 거의 540명의 학자와 60개의 옹호 단체의 지지를 받았다. 이 캠페인은 전자를 "과학자"로 묘사하지만, 대다수는 사회 과학자이다. 그들의 캠페인은 학술 저널인 와일리 학제 간 리뷰(WIREs): 기후 변화에 실린 에세이로 시작되었다. 이 이니셔티브는 최종 자금 출처를 공개하지 않는다.
같은 저널은 나중에 두 개의 후속 항목을 출판했다. 첫째, 출판사인 와일리는 동료 평가 과정에서 이해 상충이 있었음을 인정하는 편집자 주를 에세이에 첨부했다. WIREs Climate Change의 편집장으로 해당 기사의 검토를 감독했던 마이크 흄은 이전에 다른 저널에서 거부된 기사의 초기 버전을 공동 저술한 바 있었다. 와일리는 이를 이해 상충으로 결론지었다. 흄은 출판사의 조사 도중 편집장 자리에서 사임했다.
둘째, 발표된 답변에서 한 학자 그룹은 "비사용 협정" 캠페인이 연구의 현황을 왜곡하고 실험의 위험을 과장하고 있다고 주장한다. 그들은 그러한 협정이 정당한 과학적 조사를 억압하고, 개발도상국의 목소리를 소외시키며, 신기술의 책임 있는 거버넌스를 방해할 것이라고 주장한다.

### 미국 공화당 정책 입안자들
2024년부터, 특히 도널드 트럼프가 미국 대통령으로 재선된 이후, 최소 28개 미국 주에서 의원들이 SRM 또는 관련 관행을 금지하는 법안을 발의하거나 지지하고 있다. 이러한 노력은 종종 SRM과 기상 조절을 구체적으로 겨냥한다. 이 법안들은 켐트레일 음모론의 영향을 받았다. 2024년 4월, 테네시주는 당 노선에 따라 승인된 그러한 법안을 제정했으며, 빌 리 주지사가 서명하여 법률로 발효되었다.
트럼프 행정부 관계자들은 이 노력을 지지했다. 트럼프 행정부의 미국 보건복지부 장관인 로버트 F. 케네디 주니어는 X에 다음과 같이 게시했다: “24개 주가 우리 시민, 수로, 풍경에 독소를 뿌려 기후를 지구 공학하는 것을 금지하기 위해 움직인다. 이것은 모든 MAHA (미국을 다시 건강하게)가 지지해야 할 운동이다. 보건복지부는 그 역할을 할 것이다.” 미국 환경보호청이 스타트업 Make Sunsets(아래 참조)에 대해 조치를 취했을 때, 리 젤딘 EPA 청장은 기관의 보도 자료에서 다음과 같이 인용되었다: “벤처 자본가들의 지원을 받는 개인들이 ‘냉각’ 크레딧을 팔기 위해 공중에 대기질 기준 오염 물질을 배출한다는 생각은 기후 극단주의가 상식을 압도했음을 보여준다.”

## 사회 및 문화

### 상업적 행위자
Make Sunsets는 소규모 SRM 활동에 대한 "냉각 크레딧"을 판매하는 민간 스타트업으로, 10달러짜리 크레딧 하나가 1톤의 이산화 탄소로 인한 온난화 효과를 1년 동안 상쇄한다고 주장한다. 이 회사는 헬륨과 이산화 황이 담긴 풍선을 방출한다. Make Sunsets는 멕시코에서 첫 활동을 시작했으며, 이로 인해 멕시코 정부는 자국 내에서 SRM 실험을 금지할 의사를 발표했다. SRM 연구 확대를 옹호하는 사람들조차 Make Sunsets의 사업에 비판적이다. 2025년 4월, 미국 환경보호청은 이 스타트업에 대기 중 이산화황 방출과 관련된 정보를 요구했다.

### 대중의 인식 및 의견
전반적으로 SRM에 대한 대중의 의견은 초기 단계이며, 양면적이고 상황에 따라 달라지며, 배치보다는 연구에 대한 지지가 더 크다.(p. 100) SRM에 대한 대중의 인지도는 전 세계적으로 낮으며, 최근 다국가 설문조사 응답자의 75-80%가 거의 또는 전혀 익숙하지 않다고 보고했다.(p. 96) 그럼에도 불구하고 SRM에 대한 대중의 태도에 대한 사회 과학 연구는 성장하고 다양화되고 있지만, 영국, 미국, 독일이 기존 학술 문헌에서 여전히 지배적이다.(p. 92) 글로벌 사우스의 여론은 아직 덜 조사되었지만, 지금까지 몇몇 연구에서는 기후 영향이 더 즉각적으로 인지되는 그곳에서 SRM에 대한 더 큰 개방성을 일관되게 발견하고 있다.(p. 100-101) 방법론적으로 연구는 대규모 설문조사로 전환되었지만, 낮은 기본 지식으로 인해 선호도의 지속성에 대한 우려가 남아 있다.(p. 98)
연구 전반에 걸쳐 대중의 견해는 가치관, 인지된 기후 위험, SRM이 구성되는 방식에 따라 형성된다. 일반적인 우려 사항으로는 완화 대체에 대한 두려움, 기후 시스템 개입의 부자연스러움, 정의 및 형평성, 사용 전 대중에게 정보를 제공하고 협의하려는 욕구 등이 있다.(p. 99-100) SRM은 일반적으로 온실가스 배출 감소 및 이산화 탄소 제거보다 덜 호의적으로 평가된다.(p. 99) 유럽인들은 특히 중부 및 북부 국가(예: 독일, 오스트리아, 스위스)에서 더 큰 반감을 보이는 반면, 남유럽 및 글로벌 사우스 인구는 기후 취약성이 높을 때 더 수용적인 경향이 있다.(p. 98) 일부 연구는 또한 SRM과 켐트레일과 같은 음모론 간의 연관성을 강조하며, 이는 대중의 이해를 더욱 복잡하게 만들 수 있다.(p. 100)

### 켐트레일 음모론
켐트레일(영어: chemtrail)은 '화학물질(chemical)'과 '비행운(contrail)'을 뜻하는 영단어를 합친 신조어로, 정부나 일루미나티 등 비밀 조직이 인구 수 조절, 생물학 병기 실험 또는 식량 가격을 조정할 목적 등으로 비행운으로 위장한 화학 물질을 대기중에 살포한다는 내용의 음모론을 말한다.